# Rollieres
Rollieres è una frazione del comune di Sauze di Cesana (provincia di Torino).

## Geografia fisica
Situato a 1480 metri di altitudine lungo la valle del torrente Ripa, dista 3 km da Sauze di Cesana, 1 km da Bousson e 5 km da Cesana Torinese.

## Storia
Fino al 1870 la borgata di Rollieres costituiva un comune autonomo. Successivamente venne divisa tra i comuni di Bousson e Cesana Torinese. Nel 1882 una parte del territorio venne ceduto al comune di Sauze di Cesana a suo volta assorbito, come Bousson, da Cesana Torinese nel 1928.
Nel 1934, passò, insieme a Sauze sotto il territorio del nuovo comune di Sestriere per tornare nel 1947 a far parte del ricostituito comune di Sauze di Cesana.